# أو جي إس كراوفورد
أو جي إس كراوفورد (بالإنجليزية: O. G. S. Crawford) (و. 1886 – 1957 م) هو عالم آثار إنكليزي متخصص بدراسة علم الآثار في بريطانيا والسودان خلال عصور ما قبل التاريخ. كان كراوفورد من أشد الداعمين لعلم الآثار الجوي وقضى معظم حياته المهنية مسؤولًا عن قسم علم الآثار في مصلحة الخرائط البريطانية، وكتب أيضًا مجموعة من الكتب التي تناولت عددًا من المواضيع الأثرية.
ولد كراوفورد في مدينة بومباي بالهند البريطانية لعائلة إسكتلندية ثرية تنتمي للطبقة الوسطى وانتقل إلى إنكلترا حين كان رضيعًا وهناك تولت عمتاه تربيته في مدينة لندن ومقاطعة هامبشر. درس الجغرافيا في كلية كيبل التابعة لجامعة أوكسفورد وعمل في ذلك المجال لفترة وجيزة من الزمن قبل أن يكرس نفسه مهنيًا للتخصص في علم الآثار. أشرف كراوفورد على عملية التنقيب في موقع أبو جيلي بالسودان بعدما وظفه فاعل الخير هنري ويلكم لتولي هذه المهمة. عاد بعدها إلى إنكلترا قبيل اندلاع الحرب العالمية الأولى. وخدم في الفوج الإسكتلندي بلندن والفيلق الجوي الملكي خلال فترة اندلاع الصراع، وهناك انخرط في عمليات الاستطلاع البري والجوي على طول الجبهة الغربية. عاد إلى الجبهة الغربية بعدما أجبرته إصابته على قضاء فترة من النقاهة في إنكلترا ليقع أسيرًا في يد الجيش الألماني في عام 1918. أبقاه الألمان عندهم كأسير حرب إلى حين انتهاء الصراع.
عُين كراوفورد في مصلحة الخرائط في عام 1920. وكلف بالتجوال في أنحاء بريطانيا من أجل تحديد أماكن المواقع الأثرية واكتشاف المواقع العديدة التي لم تكن معروفة من ذي قبل. استعمل كراوفورد صورًا فوتوغرافية التقطها سلاح الجو الملكي لتحديد مدى امتداد درب ستونهنج الذي نقب عنه في عام 1923، وجاء ذلك بالتزامن مع تنامي اهتمامه بعلم الآثار الجوي. أجرى كراوفورد مسحًا جويًا للعديد من مقاطعات جنوب إنكلترا بالتعاون مع عالم الآثار ألكسندر كيلر. ويعود إليه الفضل في جمع الأموال اللازمة لشراء الأرض المحيطة بموقع ستونهنج لصالح مؤسسة التراث القومي. أسس دورية الآثار القديمة في عام 1927، وهي دورية بحثية احتوت على إسهامات من مجموعة واسعة من أبرز علماء الآثار البريطانيين. تولى رئاسة جمعية علوم ما قبل التاريخ في عام 1939. تأثر كراوفورد بالماركسية وغدا متعاطفًا مع السوفييت لفترة من الوقت بحكم توجهاته الاشتراكية والأممية. عمل مع السجل الوطني للمباني على توثيق مدينة ساوثهامبتون فوتوغرافيًا خلال الحرب العالمية الثانية. أعاد تركيز انتباهه على دراسة علم الآثار في السودان بعد تقاعده في عام 1946، وكتب عدة كتب حول الموضوع قبل وفاته.
يتذكره أصدقاؤه وزملاؤه في العمل كشخص معاند وحاد الطباع. حظيت إسهاماته في مجال علم الآثار البريطاني بإشادة واسعة ولا سيما في ما يخص دراسته الآثار القديمة وعلم الآثار الجوي. اعتبره البعض واحدًا من أعظم الشخصيات الرائدة في هذا المجال. ظل علماء الآثار يستعينون بأرشيفه الفوتوغرافي حتى القرن الحادي والعشرين. نُشرت سيرة شخصية عن حياة كراوفورد من تأليف كيتي هاوزر في عام 2008.

## النشأة

### الطفولة: 1886-1904
ولد أ. غ. س. كراوفورد في بريتش كاندي (وهي واحدة من ضواحي مدينة بومباي) خلال فترة الحكم البريطاني للهند بتاريخ 28 أكتوبر عام 1886. كان والده المدعو تشارلز إدوارد غوردن كراوفورد يعمل كموظف حكومي. تلقى كراوفورد الأب تعليمه في كلية مارلبورو وكلية ويدم التابعة لجامعة أوكسفورد قبل أن ينتقل إلى الهند ويعمل كقاضي في المحكمة العليا بمدينة ثين. تنحدر عائلة كراوفورد من مقاطعة آيرشر الإسكتلندية. كان السياسي روبرت ويغرام كراوفورد على صلة قربى بالعائلة. كانت أمه أليس لوسكومب ماكينزي ابنة طبيب في الجيش الإسكتلندي، في حين كانت والدتها تنحدر من مقاطعة ديفون. فارقت أليس الحياة بعد بضعة أيام من ولادتها لابنها. ولذلك أرسِل كراوفورد إلى إنكلترا على متن باخرة تابعة لشركة الجزيرة والمشرق للملاحة البخارية حين كان عمره ثلاثة أشهر تقريبًا. وضِع تحت رعاية عمته إليانور خلال الرحلة. كانت إليانور راهبة أنجليكانية ورئيسة دير بونا التابع لجماعة القديسة مريم العذراء.
قضى كراوفورد الأعوام السبعة التالية في كنف ورعاية عمتيه اللتين عاشتا سويةً بالقرب من شارع بورتلاند بليس في منطقة ماريلبون وسط لندن. كانت عمتاه ووالده من المسيحيين الورعين نتيجة كون والدهم رجل دين. كان احتكاك كراوفورد بالأطفال الآخرين والرجال ضئيلًا خلال فترة وصاية عمتيه عليه. اجتمع كراوفورد بأبيه خلال المناسبات القليلة التي زار الأخير فيها إنكلترا قبل وفاته في الهند في عام 1894. انتقل كراوفورد وعمتاه إلى منزل ريفي في قرية إيست وودهاي بمقاطعة هامبشر في عام 1895. تلقى تعليمه في مدرسة بارك هاوس في بادئ الأمر وهناك قضى وقتًا ممتعًا، ونُقل بعدها إلى كلية مارلبورو التي درس فيها والده. لم يكن كراوفورد سعيدًا في الكلية إذ اشتكى من تعرضه للتنمر وإلزامه بممارسة الأنشطة الرياضية بصورة قسرية إذ وصف الكلية بـ«منزل التعذيب البغيض».
تأثر كراوفورد بالأستاذ ف. ب. ماليم الذي كان رئيس المهجع في كليته. كذلك كان ماليم رئيس قسم علم الآثار في جمعية التاريخ الطبيعي التابعة للكلية وشجع اهتمام الفتى الشاب بالموضوع، ومن المحتمل أن ماليم كان بمثابة أب بالنسبة لكراوفورد. زار الأخير العديد من المواقع الأثرية برفقة الجمعية مثل ستونهنج والتلال الجنائزية في كينت الغربية وأفيبري ومارتنسل. وحصل من خلال الجمعية على مجموعة من الخرائط الصادرة عن مصلحة الخرائط للمناظر الطبيعية في المنطقة وهو ما مكنه من استكشاف المنحدرات الواقعة بالقرب من منزل عمتيه. بدأ كراوفورد بالتنقيب في موقع أحد التلال الجنائزية بالقرب من منطقة بوبز كوربس وهو ما جذب انتباه عالم الآثار هارولد بيك الذي كان حينها يعمل على تجميع تاريخ مقاطعة باركشير كجزء من مشروع تاريخ مقاطعة فيكتوريا. عاش بيك وزوجته نمط حياة بوهيمي وكانا نباتيين ومؤيدين للإصلاح الاجتماعي. تركت أفكارهما أثرًا شديدًا على كراوفورد. رفض أوزبرت تربيته الدينية بعد تأثره بآل بيك واتجه نحو تبني نظرة عقلانية قائمة على العلم. حظي كراوفورد بتقدير بيك الذي أعجب بفهم الشاب للمجتمعات السالفة من خلال فحص المشهد الجغرافي بدلًا من الاكتفاء بالنصوص أو المصنوعات اليدوية وحسب.

### الجامعة وبدايات مسيرته المهنية: 1905 - 1914
فاز كراوفورد بمنحة للدراسة في كلية كيبل التابعة لجامعة أوكسفورد بعدما استوفى دراسته المدرسية. وهناك بدأ بقراءة الأعمال الكلاسيكية في عام 1905، ولكن قرر تغيير اختصاصه إلى الجغرافيا بعدما أحرز درجة متوسطة في امتحانات السنة الثانية في عام 1908. نال شهادته بدرجة امتياز في عام 1910. أجرى كراوفورد في الأطروحة التي قدمها دراسة للمناظر الطبيعية المحيطة ببلدة أندوفر. كذلك كتب خلال جولة له في أيرلندا ورقة بحثية حول التوزع الجغرافي للفؤوس والأقداح البرونزية المسطحة في الجزر البريطانية خلال العصر البرونزي، وهو ما عكس اهتمامه بالعلاقة بين الجغرافيا وعلم الآثار. استعرض كراوفورد بحثه أمام أعضاء الجمعية الأنثروبولوجية بجامعة أوكسفورد قبل أن ينشره في الدورية الجغرافية. اعتبر عالم الآثار غراهام كلارك أن الورقة كانت بمثابة «علامة فارقة في علم الآثار البريطاني لأنها كانت أول محاولة حقيقية لاستنباط وقوع أحداث في عصور ما قبل التاريخ من التوزيع الجغرافي للبقايا الأثرية». أشار عالم الآثار مارك باودن إلى السابقة التي حققها كراوفورد من خلال ربطه البيانات الأثرية بالمعطيات البيئية بالطريقة التي فعلها في مقالته، وذلك على الرغم من أن خرائط توزع المواقع الأثرية لم تكن أمرًا حديث العهد.